# Reinaldo Sorto Martínez
Reinaldo Sorto Martínez (ur. 10 marca 1961 w Zacatecoluca) – salwadorski duchowny katolicki, biskup polowy ordynariatu wojskowego Salwadoru od 2024. 

## Życiorys

### Prezbiterat
19 maja 1994 otrzymał święcenia kapłańskie i został inkardynowany do diecezji San Salvador. Pracował przede wszystkim jako duszpasterz parafialny, był też m.in. kapelanem wojskowym przy ordynariacie polowym, wykładowcą w archidiecezjalnym seminarium duchownym oraz wikariuszem generalnym archidiecezji.

### Episkopat
13 czerwca 2024 papież Franciszek mianował go ordynariuszem polowym Salwadoru. 
20 lipca otrzymał święcenia biskupie. Udzielił mu ich arcybiskup Luigi Roberto Cona. Dzień później 21 lipca 2024 odbył się jego ingres do Katedry w San Salvador.  